# Xyris pectinata
Xyris pectinata là một loài thực vật hạt kín trong họ Hoàng đầu. Loài này được Kral, L.B.Sm. & Wand. miêu tả khoa học đầu tiên năm 1988.